# Antica diocesi di Ribe

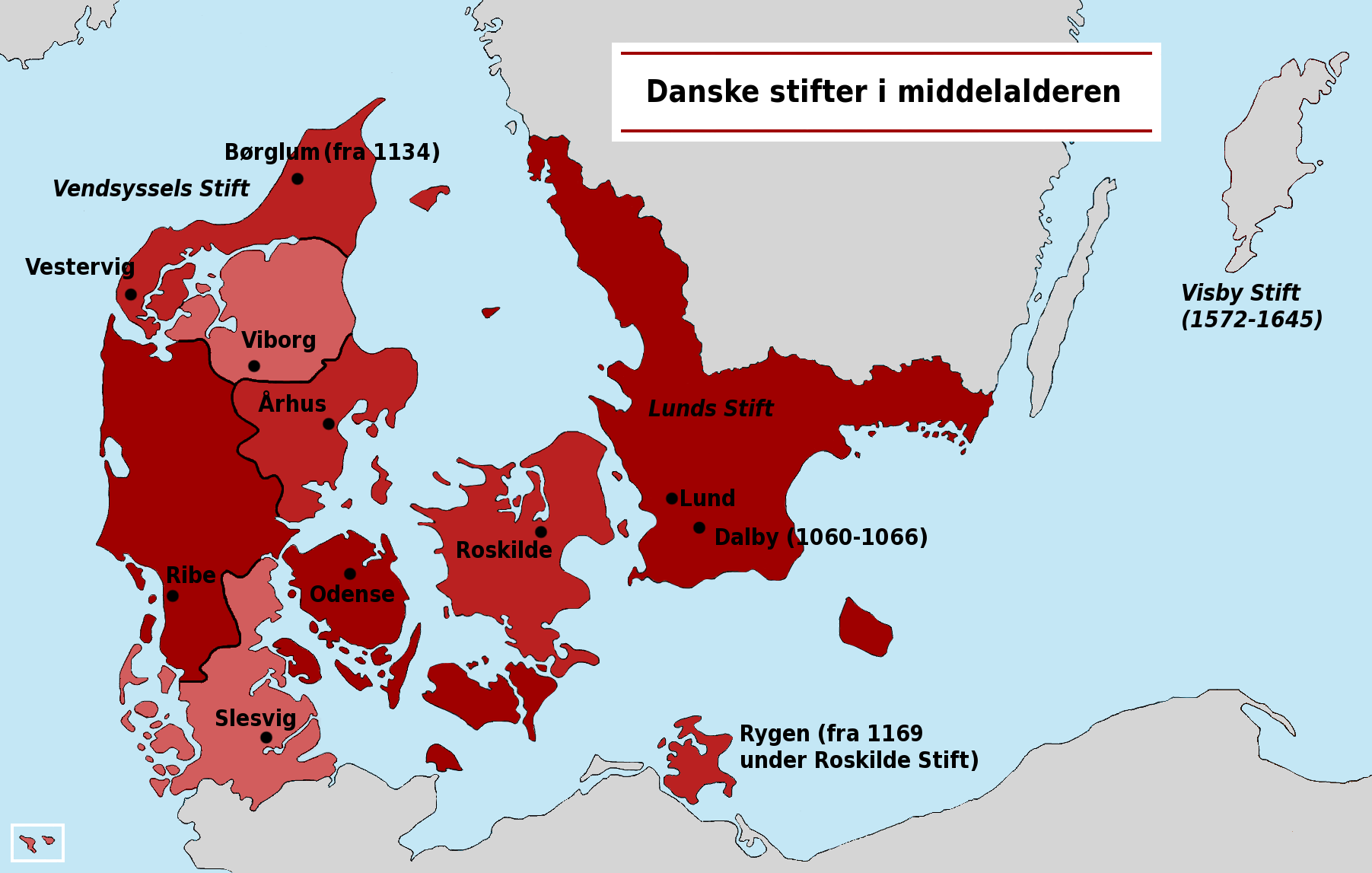
Mappa della provincia ecclesiastica di Lund nel Medioevo.

La diocesi di Ribe (in latino: Dioecesis Ripensis) è una sede soppressa della Chiesa cattolica.

## Territorio
La diocesi comprendeva le contee danesi di Ribe, Vejle e Ringkøbing, e parte dello Jutland meridionale.
Sede vescovile era la città di Ribe, dove si trova la cattedrale di Nostra Signora.
La diocesi comprendeva 278 parrocchie, suddivise in 29 decanati.

## Storia
La diocesi di Ribe fu fra le prime sedi episcopali danesi. Infatti nella prima metà del X secolo la Danimarca si aprì all'opera di evangelizzazione dei missionari tedeschi, dopo che Enrico I di Sassonia ebbe sconfitto il re danese Gnupa nel 934. Il primo vescovo missionario a giungere in quelle terre fu l'arcivescovo di Amburgo-Brema Unni.
Il suo successore Adaldago evangelizzò lo Jutland, erigendo attorno al 948 tre diocesi: Ribe, Haithabu (Schleswig) e Århus. Per la sede di Ribe Adaldago consacrò il vescovo san Liafdag. Con la rivolta dei Vendi, la Danimarca ebbe a soffrire per un tentativo di restaurazione del paganesimo, favorito dal re Sven Barba Forcuta (986-1014). Questo causò una interruzione nella lista dei vescovi di Ribe.
Nel 1060 cedette porzioni di territorio a vantaggio dell'erezione delle diocesi di Børglum e di Viborg.
Originariamente suffraganea dell'arcidiocesi di Amburgo-Brema, nel 1104 Ribe entrò a far parte della provincia ecclesiastica dell'arcidiocesi di Lund.
Il vescovo Thore (1110-1134) dette inizio alla costruzione della cattedrale dedicata alla Madonna, che fu ultimata durante l'episcopato di Elias (1142-1152). Lo stesso Elias, oltre all'istituzione del capitolo della cattedrale (1145), introdusse l'uso delle campane nelle chiese della Danimarca.
L'ultimo vescovo in comunione con la Santa Sede fu Iver Munk, deposto nel 1536 e deceduto il 9 febbraio 1539.

## Cronotassi dei vescovi
- San Liafdag † (948 - 950 deceduto)
- Folgbert † (951 - ?)
- Odinkar † (giugno 992 - 1032 o 1033 deceduto)
- Christiern † (? - 1045 deceduto)
- Farald (Harald) †
- Odder † (1065 consacrato - ?)
- Thore † (1110 - 4 giugno 1134 deceduto)
- Nothold † (1134 - 1140)
- Asger † (1141 - 1142 deceduto)
- Elias † (1142 - 1º marzo 1152 deceduto)
- Radulf † (1156 consacrato - 14 febbraio 1170 o 1171 deceduto)
- Stephan, O.Cist. † (1171 - 30 luglio 1177 deceduto)
- Omer † (1178 - 22 luglio 1204 deceduto)
- Oluf † (1204 - 29 aprile 1214 deceduto)
- Tuve † (1215 - 26 febbraio ? 1230 deceduto)
- Gunner † (1230 - 21 ottobre 1249 deceduto)
- Esger † (1249 - 14 febbraio 1273 deceduto)
- Tyge † (1274 - 4 marzo 1288 deceduto)
- Christiern † (1288 - 1º giugno 1313 deceduto)
- Jens Hee † (1313 - 13 gennaio 1327 deceduto)
- Jakob Splitaf † (1327 - 2 febbraio 1345 deceduto)
- Peder Thuresen † (maggio 1345 - 22 dicembre 1364 deceduto)
- Mogens Jensen † (19 settembre 1365 - 1369 deceduto)
- Jens Mikkelsen † (7 novembre 1369 - 6 dicembre 1388 deceduto)
- Eskil † (10 giugno 1389 - 1409 deceduto)
- Nicolai Jakob † (7 ottobre 1409 - ? deceduto)
- Peder Lykke † (8 agosto 1410 - 7 ottobre 1418 nominato arcivescovo di Lund)
- Christiern Hemmingsen † (7 ottobre 1418 - 1454 dimesso)
- Henrik Stangeberg † (13 settembre 1454 - 1464 deceduto)
- Peder Nielsen Lodehat † (27 luglio 1464 - 1483 deceduto)
- Hartvig Juel † (6 giugno 1483 - 1497 dimesso)
- Iver Munk † (17 aprile 1499 - 9 febbraio 1539 deceduto)